# Норт-Сіконк (Массачусетс)
Норт-Сіконк (англ. North Seekonk) — переписна місцевість (CDP) в США, в окрузі Бристоль штату Массачусетс. Населення — 2726 осіб (2020).

## Географія
Норт-Сіконк розташований за координатами 41°53′5″ пн. ш. 71°19′49″ зх. д. / 41.88472° пн. ш. 71.33028° зх. д. (41.884648, -71.330363).  За даними Бюро перепису населення США в 2010 році переписна місцевість мала площу 3,68 км², з яких 3,62 км² — суходіл та 0,06 км² — водойми.

## Демографія
Згідно з переписом 2010 року, у переписній місцевості мешкали 2643 особи в 988 домогосподарствах у складі 749 родин. Густота населення становила 718 осіб/км².  Було 1030 помешкань (280/км²).
Расовий склад населення:
| - 96,1 % — білих - 1,0 % — азіатів - 0,8 % — чорних або афроамериканців - 0,2 % — корінних американців |

До двох чи більше рас належало 1,0 %. Частка іспаномовних становила 1,6 % від усіх жителів.
За віковим діапазоном населення розподілялося таким чином: 21,6 % — особи молодші 18 років, 63,2 % — особи у віці 18—64 років, 15,2 % — особи у віці 65 років та старші. Медіана віку мешканця становила 42,1 року. На 100 осіб жіночої статі у переписній місцевості припадало 93,5 чоловіків;  на 100 жінок у віці від 18 років та старших — 92,7 чоловіків також старших 18 років.
Середній дохід на одне домашнє господарство  становив 82 067 доларів США (медіана — 63 376), а середній дохід на одну сім'ю — 81 800 доларів (медіана — 56 799). За межею бідності перебувало 10,4 % осіб, у тому числі 18,5 % дітей у віці до 18 років та 0,0 % осіб у віці 65 років та старших.
Цивільне працевлаштоване населення становило 1318 осіб. Основні галузі зайнятості: освіта, охорона здоров'я та соціальна допомога — 21,3 %, виробництво — 13,3 %, мистецтво, розваги та відпочинок — 10,5 %, будівництво — 10,0 %.